# Aline Bonetto
Aline Bonetto (* im 20. Jahrhundert) ist französische Szenenbildnerin, die durch eine Vielzahl internationaler Auszeichnungen bekannt wurde.
Durch den Film Die fabelhafte Welt der Amélie wurde sie 2002 gemeinsam mit Marie Laure Valla für den Oscar in der Kategorie Bestes Szenenbild nominiert. Im selben Jahr gewann Bonetto den BAFTA Award für das beste Szenenbild. 2005 gewann sie für die Ausstattung von Mathilde – Eine große Liebe den Europäischen Filmpreis. Auch den nationalen Filmpreis Frankreichs, den César gewann sie 2002 und 2005.
2018 wurde sie in die Academy of Motion Picture Arts and Sciences berufen, die jährlich die Oscars vergibt.

## Filmografie (Auswahl)
- 1999: Kennedy und ich (Kennedy et moi)
- 2001: Die fabelhafte Welt der Amélie (Le Fabuleux destin d’Amélie Poulain)
- 2004: Mathilde – Eine große Liebe (Un Long Dimanche de Fiançailles)
- 2005: Wie in der Hölle (L’Enfer)
- 2008: Asterix bei den Olympischen Spielen (Astérix aux Jeux Olympiques)
- 2009: Micmacs – Uns gehört Paris! (Micmacs à tire-larigot)
- 2013: Die Karte meiner Träume (The Young and Prodigious T.S. Spivet)
- 2014: Yves Saint Laurent
- 2015: Pan
- 2017: Wonder Woman